# Petrocephalus boboto
Petrocephalus boboto es una especie de pez del género Petrocephalus, familia Mormyridae, orden Osteoglossiformes. Fue descrita científicamente por Lavoué & Sullivan en 2014.
Es una especie inofensiva para el ser humano

## Descripción
La longitud estándar es de 5,7 centímetros.

## Distribución
Se distribuye por África: solo conocida en el cauce principal del río Congo en Yangambi, en la República Democrática del Congo.